# Alutaceodontia
Alutaceodontia är ett släkte av svampar. Alutaceodontia ingår i familjen Schizoporaceae, ordningen Hymenochaetales, klassen Agaricomycetes, divisionen basidiesvampar och riket svampar.
|                | Xylodon                                   |
|                |                                           |
|                | Schizopora                                |
|                |                                           |
|                | Hyphodontia                               |
|                |                                           |
|                | Lagarobasidium                            |
|                |                                           |
|                | Rogersella                                |
|                |                                           |
|                | Basidioradulum                            |
|                |                                           |
|                | Leucophellinus                            |
|                |                                           |
|                | Palifer                                   |
|                |                                           |
| Alutaceodontia | \| \| Alutaceodontia alutacea \| \| \| \| |
|                | \| \| Alutaceodontia alutacea \| \| \| \| |
|                | Echinoporia                               |
|                |                                           |
|                | Echinodia                                 |
|                |                                           |
|                | Paratrichaptum                            |
|                |                                           |
|                | Odontiopsis                               |
|                |                                           |
|                | Poriodontia                               |
|                |                                           |
|                | Alutaceodontia alutacea                   |
|                |                                           |

|  | Alutaceodontia alutacea |
|  |                         |